# Saint Kitts és Nevis történelme
Saint Kitts és Nevis rendelkezik az egyik legrégebbi írott történelemmel a Karib-tenger térségében. Azon kívül, hogy az európaiak egyik első gyarmati területe, érdekesség, hogy az egymástól nem messze lévő két sziget, Saint Kitts és Nevis a 19. századig különálló területek voltak, egyesítésük csak ekkor történt meg.

## Korai történelem
A szigetek első lakói a mezőgazdasággal még nem foglalkozó, vadászó és gyűjtögető életmódot folytató emberek voltak. Később ez a népcsoport eltűnt a szigetekről, melyeket Kr. e. 100 körül népesítettek be újra emberek. Őket 800 körül az arawak indiánok követték (az arawak indiánok békeszerető és vallásos emberek voltak). A kultúrájuk folyamatosan fejlődött, míg népességük elérte az 5000 főt.
1300 körül a karibi indiánok hosszas háborút viseltek az őslakosság ellen, melynek során elüldözték őket eredeti lakóhelyükről.

## Az első európai felfedezők
Az első európaiak a szigeteken a spanyolok voltak, akik Kolumbusz Kristóf vezetésével érkeztek ide. Kolombusz Saint Kitts-et Sant Jago-nak nevezte el, a későbbi hajósok azonban a térképeken összetévesztették a 20 mérföldre északra fekvő San Cristóbal (angolul Saint Christopher). Nevist pedig "Nuestra Señora de las Nieves" névre keresztelték.
Az első nem spanyol telepesek 1538-ban érkeztek ide Dieppe városából a francia hugenották személyében, akik egy szintén Dieppe nevű települést alapítottak itt. Néhány hónappal később azonban a szigetet megrohanták a spanyolok, és az itt lakókat deportálták.
A következő európai az angol John Smith volt, aki 1607-ben érkezett meg Nevisre, és feljegyezte a sziget melegvizű forrásainak gyógyítő képességeit.

## Gyarmatosítás, gyarmati időszak

### Saint Kitts 1623 és 1700 között
Az 1600-as évek elején az angol hajóskapitány, Thomas Warner egy gyarmat megalapításával próbálkozott Guyanában, ám a lakosságot jelentősen megtizedelték a járványok és a karibi indiánok támadásai. 1623-ban Warner megpróbálkozott a kedvezőbb éghajlatú karibi szigetcsoportban gyarmatot létesíteni, így telepedtek meg az angolok Saint Kittsen 1624-ben.
1625-ben egy francia hajóskapitány, Pierre Belain d’Esnambuc érkezett a szigetre abban a reményben, hogy meg tud egyezni az angolokkal, és gyarmatot tud alapítani Saint Kittsen, ám flottáját a spanyol flottával való csatában megsemmisítették. A csatából mindössze a zászlóshajó tudott elmenekülni. Warner beleegyezett a franciák kérelmébe, akik így megalapították a korábbi Dieppe helyén az új kolóniájukat.
1626-ban a sziget egyik legnagyobb indián településének csaknem 2000 lakóját mészárolták le egy tervezett indián támadás előtti napon. A túlélőket deportálták a szigetről.
1629-ben a szigetet teljesen kifosztották egy spanyol támadás során. 1638-ban azonban a kijelölt kormányzó, Phillippe de Longvilliers de Poincy újjáépítette a kolóniát. Később megtagadta a francia királyi fennhatóságot, és végül itt halt meg 1660-ban.
A második angol–holland háború alatt az addig a szigeten osztozó angol és francia telesek között végképp megromlott a kapcsolat, ami végül a szigeten kirobbanó konfliktushoz vezetett. 1665 és 1667 között a szigetet teljes egészében a franciák uralták, később azonban a visszatérő angol erők ismét elfoglalták azt.
1689-ben a franciák ismét elfoglalták a szigetet, és annak népességét jelentősen megtizedelték. Az angol megtorlás után a szigeten elfogott franciákat Martinique-ra deportálták. Az 1697-ben megkötött szerződés a háború előtti állapotokat állította vissza.

### Nevis 1623 és 1700 között
Nevis történelme sokkal nyugodtabb volt, mint Saint Kittsé. A szigetet 1628-ban gyarmatosította 80 telepes, akik Saint Kittsről érkeztek ide. Hamarosan fellendült a dohány termesztése, melyről 1640 után a cukornád termesztésére álltak át. Virágzó gazdasága miatt gyakran a "Karib-tenger királynője" néven említették.
1660-ig a sziget a legnagyobb egy főre eső jövedelemmel rendelkezett a Brit Birodalomban. A nagy gazdagság miatt azonban gyakori célpontja volt a kalózoknak illetve más európai hatalmaknak. 1690-ben a sziget fővárosát, Jamestownt egy hatalmas földrengés és az utána következő szökőár elpusztította.

### Saint Kitts és Nevis 1700 és 1883 között

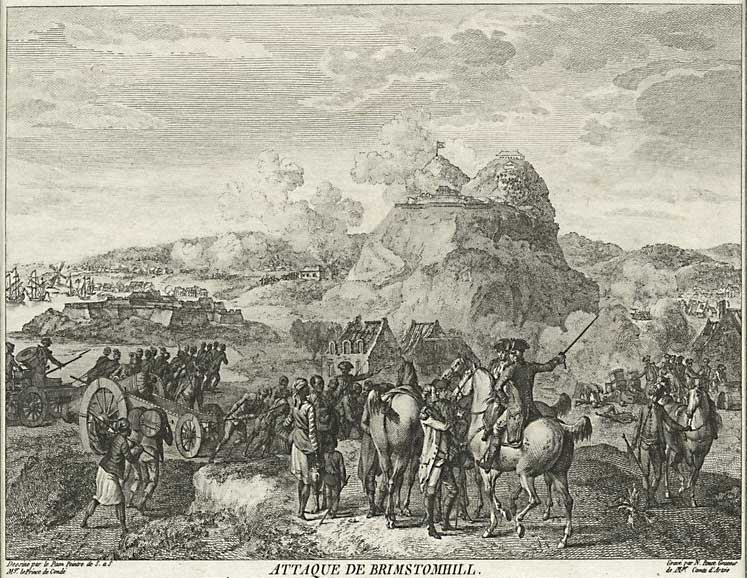
Az 1782-es Saint Kitts-i csata.

Saint Kittsnek a századfordulón az eddigieknél nagyobb pusztítással kellett szembenéznie: 1705-ben, a spanyol örökösödési háború alatt a partraszálló 8000 fős francia hadsereg könnyedén legyőzte az 1000 fős brit védősereget. A franciák nyolc éven át tartották a szigetet, amíg az utrechti béke át nem engedte azt a briteknek. 1727-ben a britek a sziget fővárosát Basseterre-be telepítették át. Nem sokkal ezután a cukorgyártás fellendült, és nagyon gyorsan gazdaggá tette a szigetet.
Habár 1782-ben a franciák megostromolták, a sziget továbbra is brit kézen maradt. Miután 1834-ben a rabszolgaságot eltörölték a Brit Birodalomban, a cukor exportjából származó bevételek gyorsan csökkenni kezdtek, ráadásul a termelést kezdte átvenni Kuba, Brazília és India.
1833-ban a térség brit gyarmatait egyetlen adminisztrációs igazgatás alá helyezték, majd 1883-ban Saint Kitts, Nevis, és Anguilla gyarmatokat egyetlen gyarmattá szervezték át, melynek az ott lakók nem örültek.

## 1883-tól napjainkig
A Munkásliga (melyet Robert Bradshaw alapított) szervezte az 1935 és 1936 folyamán kirobbanó munkáslázadásokat. A három sziget (Saint Kitts, Nevis és Anguilla továbbra is szövetségben maradt, miután az 1958 és 1962 között létezett Nyugat-indiai Föderáció megbukott. 1967-ben a szigetek az Egyesült Királyság társult államai lettek. Anguilla célja volt a szövetségből való kiválás, amit elnyomtak. Ez ugyan nem a Brit Nemzetközösségtől való elszakadást célozta, de a sziget valamiképp külön akart válni Saint Kitts és Nevistől, ezért lakói 1967-ben deklarálták az Anguillai Köztársaságot, csak azért, hogy a szigetet brit csapatok és ne a Saint Kitts és Nevisről való karhatalmi erők szállják meg. Végül 1971-ben Anguilla kilépett az unióból, amit ezután Saint Kitts és Nevis alkotott.
1983-ban Saint Kitts és Nevis államszövetsége elnyerte függetlenségét az Egyesült Királyságtól. Az új alkotmányban rögzítették Nevis autonómiáját valamint azt, hogy a sziget bármikor kiléphet az államszövetségből. 2005-ben a 365 éves múlttal rendelkező cukorgyártást az állam megszüntette.

## Fordítás
- Ez a szócikk részben vagy egészben  a   History of Saint Kitts and Nevis című angol Wikipédia-szócikk fordításán alapul.  Az eredeti cikk szerkesztőit annak laptörténete sorolja fel. Ez a jelzés csupán a megfogalmazás eredetét és a szerzői jogokat jelzi, nem szolgál a cikkben szereplő információk forrásmegjelöléseként.